# Vaquería
Vaquería (deutsch: Kuhstall) ist eine Stadt und ein Distrikt mit etwa 11.600 Einwohnern im  Department Caaguazú in Paraguay. Er liegt an der im Juli 2018 fertiggestellten Nationalstraße Ruta 13 243 km von Asunción entfernt. Der Distrikt entstand 1992, als er sich vom Nachbardistrikt Yhú abspaltete. Das Klima begünstigt die Land- und Viehwirtschaft. Es werden Soja, Zuckerrohr, Maniok, Baumwolle und Weizen angebaut sowie Rinder, Ziegen, Schafe und Schweine gehalten. Seit März 2019 gibt es auch einen modernen Maststall für 5.000 Hühner, den die technische Landwirtschaftsschule betreibt. Es ist die erste derartige Einrichtung in Agrarschulen in Paraguay. Jedes Jahr im Mai findet eine Agrarmesse statt, die Feria de Tekoporã. Die meisten Haushalte sind an das Stromnetz angeschlossen, aber die Versorgung der Einwohner mit fließendem Wasser ist noch unzureichend.
Der Ort ist seit vielen Jahren auch ein Anbau- und Vermarktungszentrum von Marihuana. 2017 wurde der Polizeichef des Distrikts von einer Spezialeinheit für Drogenbekämpfung der Nationalen Polizei verhaftet, als er in seinem Luxus-Fahrzeug 557 kg Marihuana nach Caaguazú transportieren wollte, wo die Ware einen Verkaufswert von 44,5 Millionen Guaraníes erzielt hätte. Nach seiner Verhaftung versuchte er den Staatsanwalt und einen Kommissar mit 50 Millionen Guaraníes zu bestechen. Er wurde 2019 zu 15 Jahren Haft verurteilt. Vaquería geriet erneut im Oktober 2023 in die Schlagzeilen, als dort bei einer Operation der Anti-Drogeneinheit rund neun Tonnen Marihuana beschlagnahmt wurden, die für den brasilianischen Markt bestimmt waren.